# Scolopax rusticola
La chocha perdiz (Scolopax rusticola), también conocida como arcea, becada, pitorra, meep, txukuturra, sorda y gallinuela, es una especie de ave limícola de la familia Scolopacidae.

## Descripción
Es de tamaño medio, oscilando su longitud entre los 30 y los 36 cm, y el peso entre los 300 y los 350 g. Presenta un pico fino y largo, con el que captura sus presas. Su plumaje, gracias al cual se camufla perfectamente en el medio, es de un tono pardo rojizo muy críptico, y está manchado de tonos pardos, ocres y negros.

## Reproducción

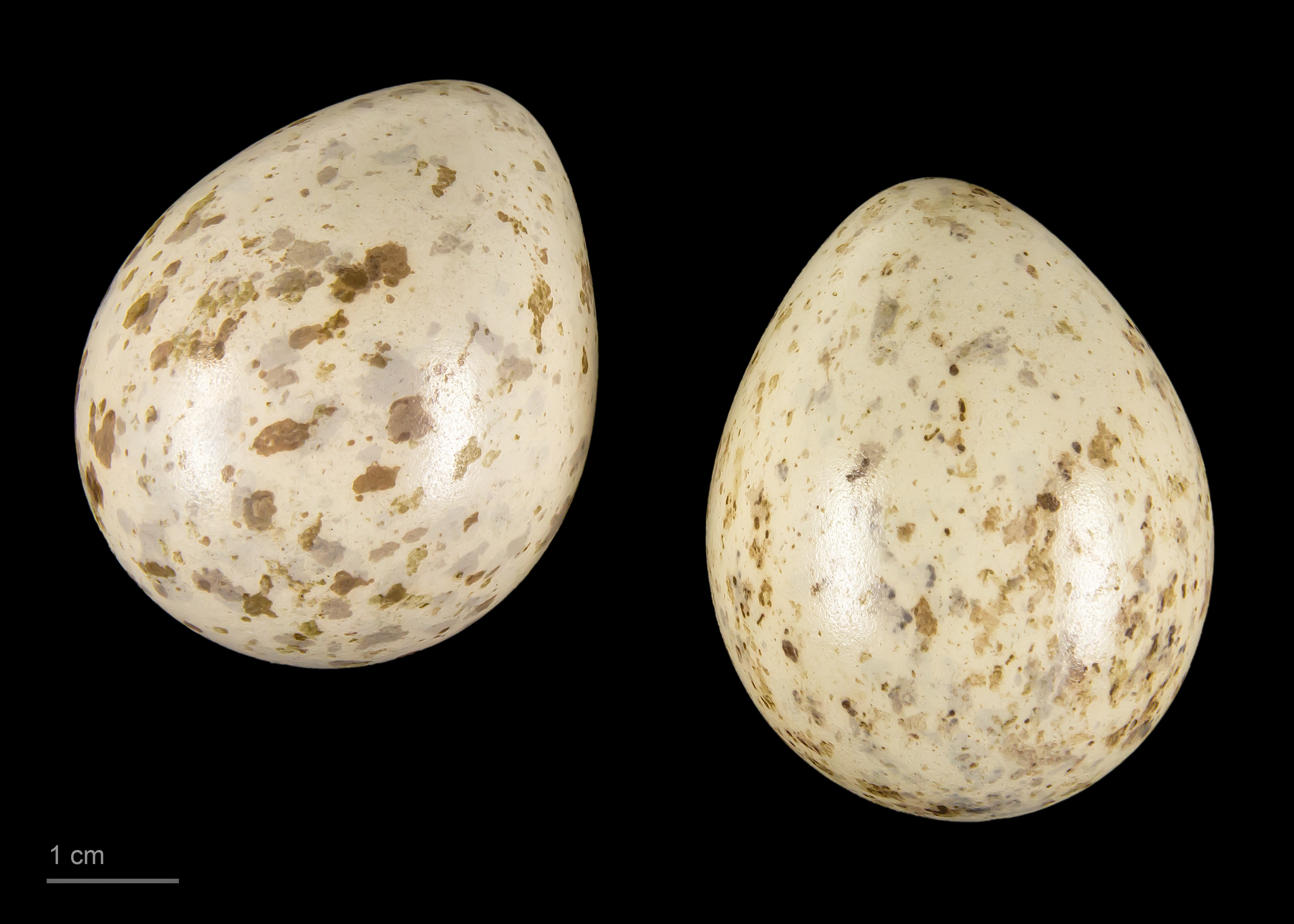
Scolopax rusticola rusticola - MHNT

Pone los nidos sobre el suelo, entre zarzas, helechos o matorral, al pie de los árboles. No es recomendable buscar sus nidos, pues si se sienten perturbadas antes de que los nidos estén totalmente incubados, los abandonarán inmediatamente.

## Distribución y hábitat
Se extiende desde las Azores y Canarias hasta las costas del Pacífico, en climas templados y boreales de Europa y Asia. Inverna en la cuenca mediterránea y otros países como Irán, Afganistán, Tailandia, Laos, Vietnam, Birmania, extremos norte y sur de la India, y el sureste de China.
Habita en los bosques, tanto de frondosas como de coníferas, donde pasa el día escondida. Cuando está en paso o de invernada baja hasta los encinares, dehesas, y zonas de monte bajo.

## Comportamiento
De hábitos estrictamente crepusculares, al anochecer sale a alimentarse a los humedales, principalmente de lombrices que captura hundiendo su largo y fino pico en la tierra, pero también come insectos, miriápodos, pequeños limacos y caracoles.

## Gastronomía
En España se consume durante los meses de otoño. Compite en aprecio con el faisán.